# Varanus semotus
Varanus semotus es una especie de escamoso de la familia Varanidae.

## Distribución geográfica
Es endémica de la isla de Mussau, en las islas San Matías (Papúa Nueva Guinea).